# 吉益脩夫
吉益 脩夫（よします しゅうふ、1899年（明治32年）7月11日 - 1974年（昭和49年）7月14日）は、日本の医学者・精神科医。犯罪学や精神鑑定など幅広く活用されている犯罪生活曲線の開発者である。岐阜県大垣市出身。

## 略歴
- 大垣中学校、第六高等学校を経て、1924年（大正13年）東京帝国大学医学部卒業。呉秀三教授門下となり、同大学精神病学教室助手、東京府立松沢病院に勤務。
- 1925年（大正14年）東京帝国大学文学部大学院へ入学し、1931年（昭和6年）同大学大学院心理学専攻卒。在学中、市ヶ谷刑務所精神考査嘱託を始めとし、豊多摩刑務所、小菅刑務所にて犯罪学研究に従事する。
- 1936年（昭和11年）東京帝国大学脳研究室創設に際し、講師任官。同研究室心理学部首班となり遺伝生物学、優生学、犯罪学などの研究に当たる。
- 1942年（昭和17年）「精神病者の遺伝生物学的考察――双生児研究より見たる犯罪者の遺伝素質と環境の意義」で医学博士。
- 1945年（昭和20年）東京帝国大学医学部脳研究所助教授。
- 1950年（昭和25年）東京大学法学部講師（併任）として刑事学を担当する。
- 1953年（昭和28年）東京大学文学部講師（併任）。
- 1956年（昭和31年）東京大学医学部脳研究所教授。
- 帝銀事件の平沢貞通被告に対する精神鑑定人を務める。
- 1959年（昭和34年）東京医科歯科大学綜合法医学研究所犯罪心理学部門教授兼任。
- 1965年（昭和40年）定年に伴い退官。
- 1974年（昭和49年）逝去。

## 主な研究業績

### 著書
- 犯罪学概論　1958
- 共著　精神病の鑑別診断　1964
- 優生学の理論と実際
- 精神医学

### 犯罪生活曲線の研究
吉益脩夫の最大の研究業績は、犯罪生活曲線（「犯罪の経過形式に関する研究」刑法雑誌2巻266頁）の開発である。
- 犯罪生活曲線とは、犯罪傾向の類型化に極めて有効な図票のことであり、誰にでも簡単に書き上げることが出来る点も優れているといえる。
- 縦のラインを3段に分け、最上段を「拘禁生活」、上から2段目を「犯罪」、3段目を「潜在非行」とし、最下段を「通常生活」とし、横のラインに年齢を示す。
- 23歳で犯罪を犯した場合、23歳に該当する部分の2段目に点を打ち、24歳で確定拘禁された場合に最上段へ点を打つ。26歳で釈放された場合、最下段へ点を打ち、29歳で万引きをした場合3段目に点を打つ。
- 最終的に、この経過を線で結ぶと、山と谷を描く図形となり、その形によって犯罪傾向を類型化することが可能となる。

### 論文
- 「夢の比較研究」 『心理学論文集』 第1輯 1928
- 「夢の心理学＝精神病学的」 『精神神経学雑誌』 第29巻 1号 1928
- 「青少年犯罪の道徳的心情」 『心理学研究』 第6巻 1輯 1931
- 「精神分析の批判」 『教育 (岩波講座教育科学・付録)』 第3号 1931
- 「自己の夢の記述と説明-精神分析学説に対する反証と病心理学的現象解明の資料 (1)(2)」 『心理学研究』 第6巻 6輯 1931 - 第7巻 1輯 1932
- 「形態心理学と精神療法 (1)(2)(3)」 『脳』 第5巻 11号 1931 - 第6巻 1号 1932
- 「誤謬の心理」 『脳』 第6巻 1932
- 「犯罪病理学」 『岩波講座教育科学・第15冊』 岩波書店 1932
- 「精神薄弱児の遺伝研究の個々の結果」 『民族衛生』 第4巻 1934
- 「描画の比較心理学的研究」 『脳』 第9巻 1935
- 「都市青少年犯罪者の研究」 『精神神経学雑誌』 第40巻 1936
- 村松常雄と共著 「昭和12年度東京市不就学児童の精神医学的調査」 『精神神経学雑誌』 第43巻 12号 1939
- 村松常雄と共著 「東京帝国大学医学部脳研究室児童部に於ける異常児童500例に就きての精神学的研究」 『精神神経学雑誌』 第44巻 7号 1940
- 喜田正春と共著 「東京市小学校児童に実施したる個別的智能検査の成績」 『民族衛生』 第8巻 1940
- 「精神病質の遺伝生物学的考察-双生児研究とり見たる犯罪者の遺伝素質と環境の意義 (宿題報告要旨)」 『精神神経学雑誌』 第45巻 9号 1941
- 「心的遺伝」 『現代心理学4. 性格心理学』 河出書房 1942
- 「民族の優生」『厚生 (現代日本の基礎)』 小山書店 1944
- 「双生児法による精神薄弱の原因論的研究」 『民族衛生』 第13巻 1946
- 「犯罪と遺伝素質-犯罪双生児の研究」 『民族衛生』 第14巻 1947
- 「拘禁生活の心理と精神病理 (第6回矯正医学会総会特別講演要旨)」 『矯正医学』 第8巻 1959
- 「累犯の研究」 『犯罪学年報』 第1巻 1960
- "Psychology of criminal life curve", Excepta Crim, Vol. 1, 1961
- 「犯罪原因論における家族の問題-社会学的、心理学的、生物学的見解の比較検討とわが国における研究」 『犯罪学雑誌』 第27巻　1961
- "Criminal life of monozygotic twin-pairs", 『犯罪学雑誌』 第31巻 1965

### その他の業績
そのほか、優生学の観点から、一卵性双生児に対する犯罪との関連を研究し、日本における優生学研究と犯罪との関連を最初に報告した研究者でもある。吉益の還暦を祝賀して「犯罪学年報」1～3が5年に亘って刊行される。みすず書房より刊行の「日本の精神鑑定」（共著）は精神鑑定書の名著。